# James Marcou
James Marcou (né le 19 février 1988 à Kings Park le CDP de la ville de Smithtown, dans l'État de New York aux États-Unis) est un joueur américain de hockey sur glace.

## Carrière de joueur
Il commence sa carrière en 2004 avec les États-Unis dans la North American Hockey League.

## Statistiques
| Saison    | Équipe                 | Ligue |    | Saison régulière | Saison régulière | Saison régulière | Saison régulière | Saison régulière |   | Séries éliminatoires | Séries éliminatoires | Séries éliminatoires | Séries éliminatoires | Séries éliminatoires |
| Saison    | Équipe                 | Ligue | PJ | B                | A                | Pts              | Pun              | PJ               | B | A                    | Pts                  | Pun                  |                      |                      |
| 2004-2005 | États-Unis             | NAHL  | 6  | 0                | 2                | 2                | 0                | -                | - | -                    | -                    | -                    |                      |                      |
| 2005-2006 | Black Hawks de Chicago | USHL  | 51 | 18               | 14               | 32               | 26               | -                | - | -                    | -                    | -                    |                      |                      |
| 2006-2007 | Black Hawks de Chicago | USHL  | 58 | 24               | 47               | 71               | 60               | 9                | 6 | 6                    | 12                   | 4                    |                      |                      |
| 2007-2008 | Minutemen d'UMass      | HE    | 36 | 8                | 24               | 32               | 20               | -                | - | -                    | -                    | -                    |                      |                      |
| 2008-2009 | Minutemen d'UMass      | HE    | 39 | 15               | 32               | 47               | 34               | -                | - | -                    | -                    | -                    |                      |                      |
| 2009-2010 | Minutemen d'UMass      | HE    | 36 | 11               | 40               | 51               | 36               | -                | - | -                    | -                    | -                    |                      |                      |
| 2009-2010 | Sharks de Worcester    | LAH   | 4  | 1                | 2                | 3                | 0                | 1                | 0 | 0                    | 0                    | 0                    |                      |                      |
| 2010-2011 | Sharks de Worcester    | LAH   | 41 | 4                | 15               | 19               | 18               |                  |   |                      |                      |                      |                      |                      |